# Atentatul de la Istanbul din ianuarie 2016

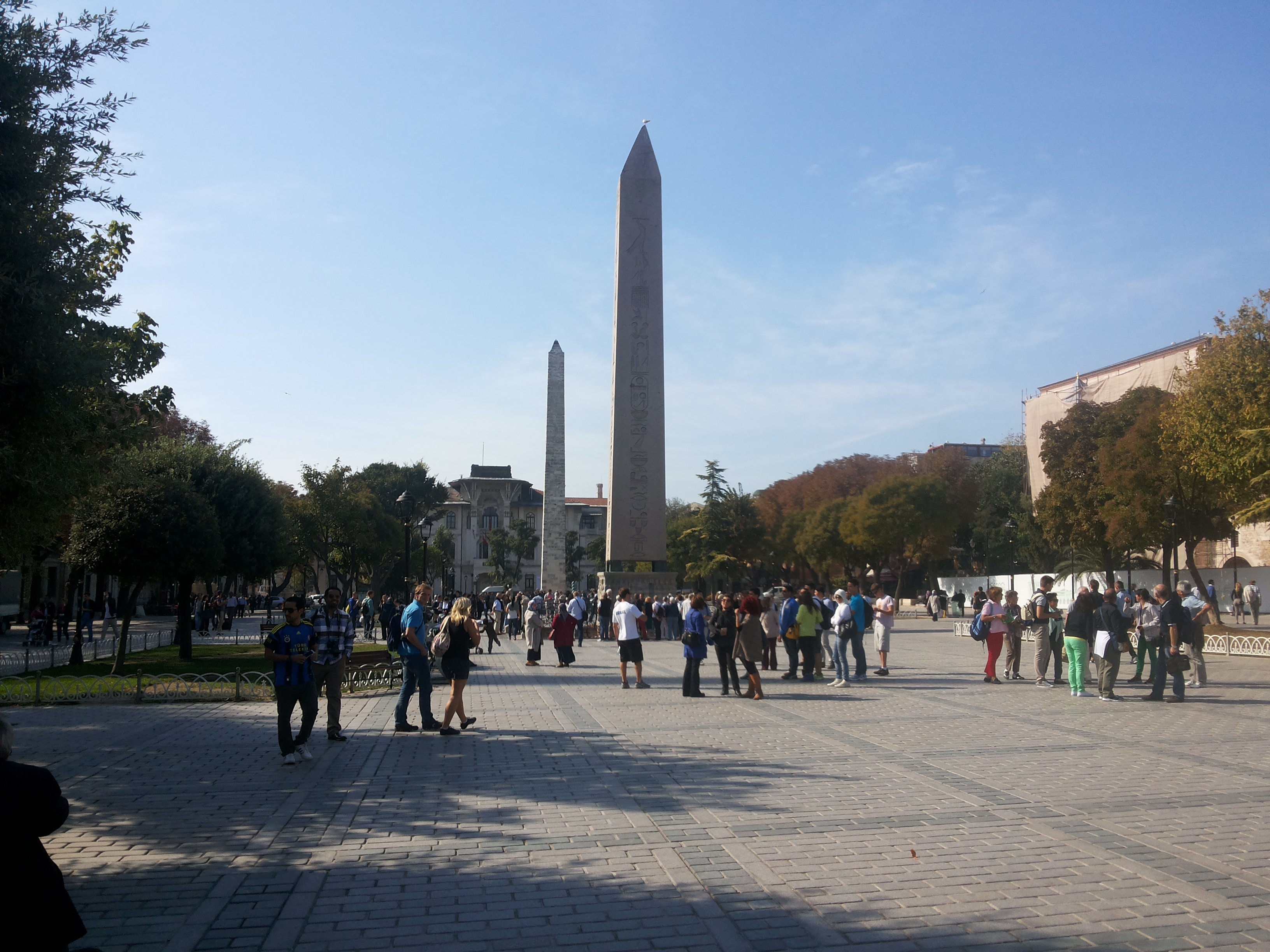
Locul atentatului

Atentatul de la Istanbul din 2016 a avut loc pe 12 ianuarie la ora locală 10:20, în Piața Sultanahmet din apropierea Moscheeii Albastre, o zonă turistică foarte populară în Istanbul prin detonarea unei bombe. Explozia a omorât 11 persoane și a rănit alte 14.